# Urospermum
Urospermum là một chi thực vật có hoa trong họ Cúc (Asteraceae).

## Loài
Chi Urospermum gồm các loài: